# Zhang Jun (Politiker)

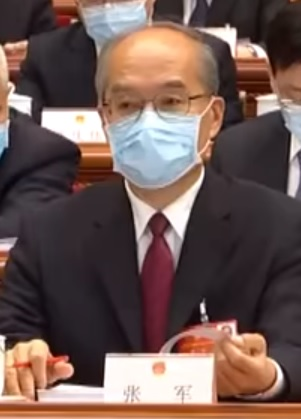
Zhang Jun (2020)

Zhang Jun (chinesisch 张军; * Oktober 1956 in Boxing, Shandong) ist ein chinesischer Politiker der Kommunistischen Partei Chinas (KPCh), der unter anderem zwischen 2017 und 2018 Justizminister im Staatsrat der Volksrepublik China war und seit 2018 Oberster Staatsanwalt ist.

## Leben
Zhang Jun wurde nach dem Schulbesuch während der Kulturrevolution von 1973 bis 1975 im Rahmen des Zhiqing-Programms auf das Land in den Kreis Nong’an entsandt und trat 1974 der Kommunistischen Partei Chinas (KPCh) als Mitglied bei. Anschließend war er von 1975 bis 1978 Mitarbeiter des Kommunistischen Jugendverbandes Chinas (KJVC) in der Unterprovinzstadt Changchun. 1975 begann er ein Studium der Rechtswissenschaften an der Juristischen Fakultät der Jilin-Universität, das er 1985 beendete. Ein postgraduales Studium im Fach Völkerrecht an der University of Hull schloss er mit einem Master of Laws (LL.M. International Law) ab. Er engagierte sich zudem als Mitglied der Chinese Society of International Law sowie des Allchinesischen Jugendbundes, eines Dachverbandes von Jugendorganisationen. Nach Abschluss seines Studiums wurde er 1985 zum Obersten Volksgericht der Volksrepublik China versetzt und war dort zwischen 1985 und 1992 nacheinander stellvertretender Sektionschef, Abteilungsleiter sowie zuletzt stellvertretender Direktor des Forschungsbüros. Anschließend war er von 1992 bis 2001 Gruppenleiter am Unteren Volksgericht des Pekinger Stadtbezirks Haidian sowie daraufhin zwischen 2001 und 2002 Vizepräsident des Oberen Volksgerichts von Peking und zugleich in Personalunion auch stellvertretender Sekretär der Parteiführungsgruppe dieses Gerichts.
Danach wechselte Zhang 2003 ins Justizministerium und war dort vierzehn Jahre lang bis 2017 Vize-Justizminister. Auf dem XVII. Parteitag der KPCh (15. bis 21. Oktober 2007) wurde er erstmals Mitglied der Zentralen Disziplinarkommission der Kommunistischen Partei Chinas und gehörte dieser nach seiner Bestätigung auf dem XVIII. Parteitag (8. bis 14. November 2012) bis zum XIX. Parteitag (18. bis 25. Oktober 2017) an. Er wurde auf dem XVIII. Parteitag 2012 zusätzlich stellvertretender Sekretär der Zentralen Disziplinarkommission sowie außerdem Mitglied des Ständigen Ausschusses dieser Kommission und bekleidete beide Funktionen ebenfalls bis zum XIX. Parteitag 2017.
Zhang Jun übernahm am 24. Februar 2017 als Nachfolger von Wu Aiying schließlich selbst das Amt als Justizminister im Staatsrat der Volksrepublik China. Er bekleidete dieses allerdings nur knapp dreizehn Monate bis zum 19. März 2018 und wurde daraufhin von Fu Zhenghua abgelöst. Auf dem XIX. Parteitag (18. bis 25. Oktober 2017) wurde er außerdem zum ersten Mal Mitglied des Zentralkomitees der Kommunistischen Partei Chinas (ZK der KPCh) und gehört diesem Führungsgremium der Partei an. Nach Beendigung seiner Tätigkeit als Justizminister im Zuge der Regierungsumbildung von März 2018 löste er Cao Jianming als Obersten Staatsanwalt der Volksrepublik China ab.